# Nhang muỗi

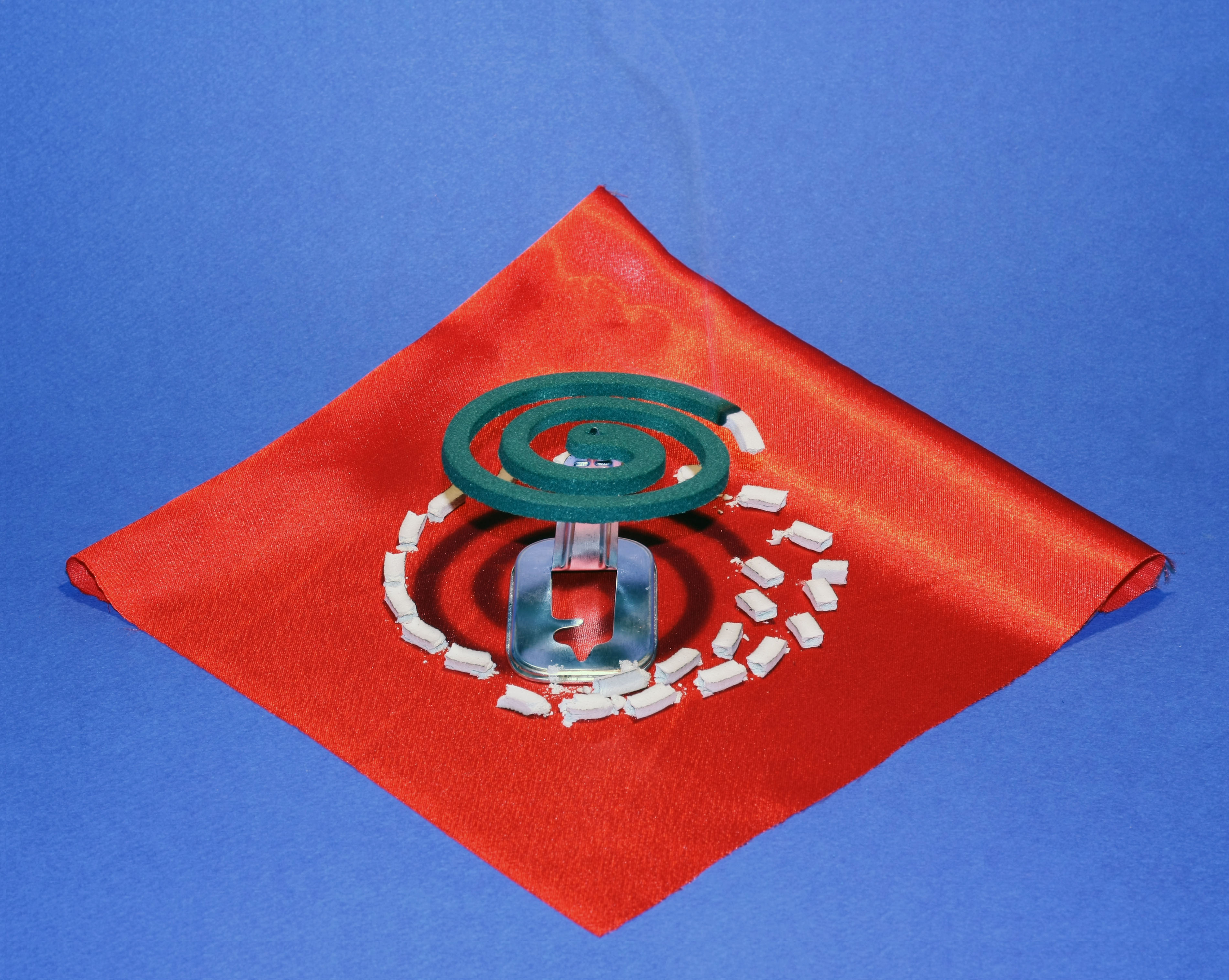
Nhang muỗi

Nhang muỗi hay hương muỗi là một loại nhang chứa thuốc đuổi muỗi, thường được tạo hình thành dạng xoắn ốc và thường chế tạo từ bột hoa thủy cúc khô. Tâm vòng cuộn thường được giữ ở trung tâm đường xoắn ốc giúp treo nó trong không khí, hoặc nêm bằng hai miếng lưới chống cháy cho phép cháy âm ỉ liên tục. Lửa được đốt từ đầu mút ngoài cùng đường xoắn ốc và quá trình cháy tiến về phía tâm đường xoắn ốc, tạo nên khói xua muỗi. Một vòng nhang muỗi điển hình có thể đo được khoảng 15 xentimét (6 in) đường kính và cháy trong khoảng 7-12 giờ. Nhang muỗi được dùng rộng rãi ở Châu Á, Châu Phi, Nam Mỹ và Châu Đại Dương.

## Phát minh
Hoa thủy cúc dùng qua nhiều thế kỷ như một loại thuốc trừ sâu ở Ba Tư và Châu Âu, được phát triển thành một chiếc nhang muỗi hình cuộn xoắn vào cuối những năm 1800 bởi một người doanh nhân người Nhật, Eiichiro Ueyama. Vào thời điểm đó ở Nhật Bản bột hoa thủy cúc đã được trộn với mùn cưa và đốt cháy để đuổi muỗi. Ban đầu Ueyama đã tạo ra que nhang thơm trộn lẫn từ bột tinh bột, bột vỏ quýt da cam khô và bột hoa thủy cúc, đốt trong khoảng 40 phút. Năm 1895 bà Yuki vợ của ông đề nghị chế tạo chiếc que dày hơn, dài hơn và uốn cong thành hình xoắn ốc cho phép đốt được lâu hơn. Năm 1902, sau hàng loạt thử nghiệm và sai sót, Ueyama đã đạt được hiệu ứng cháy tỏa khói thơm theo hình dạng xoắn ốc. Phương pháp bao gồm cắt một sợi dài từ thanh nhang dày và uốn cong bằng tay. Phương pháp này được sử dụng cho đến năm 1957, thời điểm nhang được sản xuất hàng loạt thông qua đục lỗ máy.
Sau Thế chiến II, công ty của Ueyama mang tên Dainihon Jochugiku Co. Ltd đã thành lập các công ty liên doanh ở nhiều quốc gia, bao gồm Trung Quốc và Thái Lan, sản xuất sản phẩm nhang chống muỗi dựa trên các điều kiện tùy theo từng địa phương.

## Thành phần
Các hoạt chất tìm được trong nhang muỗi có thể bao gồm:
- Pyrethrum – vật liệu dạng bột tự nhiên từ một loại cây hoa cúc.
- Pyrethrins – chất chiết xuất từ hóa chất trừ sâu trong pyrethrum.
- Allethrin – hoạt chất d-trans-allethrin, pyrethroid tổng hợp đầu tiên.
- Esbiothrin – một dạng của allethrin.
- Meperfluthrin - một este pyrethroid[7]
- Butylated hydroxytoluene (BHT) – một phụ gia tùy chọn được sử dụng để ngăn ngừa pyrethroid khỏi oxy hóa trong quá trình đốt.
- Piperonyl butoxit (PBO) – một phụ gia tùy chọn để cải thiện hiệu quả của pyrethroid.
- N-Octyl bicycloheptene dicarboximide (MGK 264) – một phụ gia tùy chọn để cải thiện hiệu quả của pyrethroid.

## Nhược điểm
Nhang muỗi có thể là mối rủi ro gây hỏa hoạn. Sử dụng nhang muỗi đã dẫn đến nhiều vụ hỏa hoạn bất ngờ. Năm 1999, một vụ cháy trong một ký túc xá ba tầng tại Hàn Quốc đã gây tử vong cho 23 người khi đốt nhang muỗi mà không được chú ý.
Nhang muỗi được xem là thuốc diệt côn trùng an toàn cho người và động vật có vú, mặc dù một số nghiên cứu cho thấy mối quan ngại khi nhang dùng trong phòng kín. Đã có những phát hiện cho thấy nhang muỗi bán ở Trung Quốc và Malaysia sản sinh khói PM2.5 (các hạt bụi mịn có đường kính 2,5 μm hoặc nhỏ hơn) nhiều như đốt 75-137 điếu thuốc lá và mức phát thải formaldehyd tương ứng với 51 điếu thuốc cháy. Các nghiên cứu khác trên chuột nhắt kết luận rằng nhang muỗi không có nguy cơ sức khoẻ đáng kể, mặc dù một số sinh vật có thể bị kích ứng cảm giác tạm thời do khói khi đốt cháy chất hữu cơ như gỗ xẻ. Trong một nghiên cứu, chuột tiếp xúc trực tiếp với khói nhang muỗi trong 6 giờ/1 ngày, 5 ngày/1 tuần trong 13 tuần. Phát hiện dấu hiệu kích ứng cảm giác từ nồng độ khói cao, nhưng không tác dụng phụ trên các bộ phận khác của cơ thể. Nghiên cứu kết luận rằng khi sử dụng bình thường, nhang muỗi dường như không có nguy cơ sức khoẻ.